# Gondalães
Gondalães é uma localidade portuguesa do Município de Paredes que foi sede da extinta Freguesia de Gondalães, freguesia que tinha 2,03 km² de área e 1 228 habitantes (2011), e, por isso, uma densidade populacional de 604,9 hab/km².
A Freguesia de Gondalães foi extinta pela reorganização administrativa de 2012/2013, tendo o seu território sido integrado na Freguesia de Paredes.

## População
| População da freguesia de Gondalães | População da freguesia de Gondalães | População da freguesia de Gondalães | População da freguesia de Gondalães | População da freguesia de Gondalães | População da freguesia de Gondalães | População da freguesia de Gondalães | População da freguesia de Gondalães | População da freguesia de Gondalães | População da freguesia de Gondalães | População da freguesia de Gondalães | População da freguesia de Gondalães | População da freguesia de Gondalães | População da freguesia de Gondalães | População da freguesia de Gondalães |
| ----------------------------------- | ----------------------------------- | ----------------------------------- | ----------------------------------- | ----------------------------------- | ----------------------------------- | ----------------------------------- | ----------------------------------- | ----------------------------------- | ----------------------------------- | ----------------------------------- | ----------------------------------- | ----------------------------------- | ----------------------------------- | ----------------------------------- |
| 1864                                | 1878                                | 1890                                | 1900                                | 1911                                | 1920                                | 1930                                | 1940                                | 1950                                | 1960                                | 1970                                | 1981                                | 1991                                | 2001                                | 2011                                |
| 362                                 | 347                                 | 379                                 | 418                                 | 463                                 | 464                                 | 470                                 | 521                                 | 553                                 | 602                                 | 696                                 | 833                                 | 838                                 | 1 050                               | 1 228                               |

| Distribuição da População por Grupos Etários | Distribuição da População por Grupos Etários | Distribuição da População por Grupos Etários | Distribuição da População por Grupos Etários | Distribuição da População por Grupos Etários | Distribuição da População por Grupos Etários | Distribuição da População por Grupos Etários | Distribuição da População por Grupos Etários | Distribuição da População por Grupos Etários | Distribuição da População por Grupos Etários |
| -------------------------------------------- | -------------------------------------------- | -------------------------------------------- | -------------------------------------------- | -------------------------------------------- | -------------------------------------------- | -------------------------------------------- | -------------------------------------------- | -------------------------------------------- | -------------------------------------------- |
| Ano                                          | 0-14 Anos                                    | 15-24 Anos                                   | 25-64 Anos                                   | > 65 Anos                                    |                                              | 0-14 Anos                                    | 15-24 Anos                                   | 25-64 Anos                                   | > 65 Anos                                    |
| 2001                                         | 251                                          | 151                                          | 568                                          | 80                                           |                                              | 23,9%                                        | 14,4%                                        | 54,1%                                        | 7,6%                                         |
| 2011                                         | 249                                          | 185                                          | 685                                          | 109                                          |                                              | 20,3%                                        | 15,1%                                        | 55,8%                                        | 8,9%                                         |

Média do País no censo de 2001:  0/14 Anos-16,0%; 15/24 Anos-14,3%; 25/64 Anos-53,4%; 65 e mais Anos-16,4%
Média do País no censo de 2011:   0/14 Anos-14,9%; 15/24 Anos-10,9%; 25/64 Anos-55,2%; 65 e mais Anos-19,0%

## Origem do seu nome
Tem origem Germânica. O topónimo refere-se a algum governante local, suevo ou visigodo, que por ai terá assentado arraiais, tomando posse da terra e dando-lhe o seu nome.[carece de fontes?]

## Património
- Casa da Carreira
- Fontanário da Aguieira
- Igreja paroquial

## Festas e romarias
- Nossa Senhora da Esperança (domingo seguinte ao da Páscoa)
- Marchas em Honra de S. Pedro (sábado mais próximo do dia 29 de Junho)

## Colectividades
- Agrupamento de Escuteiros número 1061
- Associação Nossa Senhora da Esperança para o Desenvolvimento da Freguesia de Gondalães
- Associação União Recreativa de Gondalães
- As Vicentinas
- Grupo Teatral São Pedro de Gondalães
- Grupo de Bombos "Os Rufias"
- Grupo de Jovens "Geração Eleita"